# Boris Milošević
Boris Milošević (cirill betűkkel: Борис Милошевић, Šibenik, 1974. november 5. ) horvátországi szerb ügyvéd és politikus, 2020 és 2022 között Horvátország miniszterelnök-helyettese volt. A Független Demokrata Szerb Párt (SDSS) tagja. 2019 júliusától 2020 júliusáig a Szerb Nemzeti Tanács elnöke volt.

## Élete és pályafutása
Horvátországi szerb nemzetiségű családban született 1974-ben Šibenikben, amely akkoriban a szocialista Jugoszlávia része volt. A Fiumei Egyetem Jogi Karán szerzett diplomát, majd a Zágrábi Egyetem Állam- és Jogtudományi Karára iratkozott be, ahol közjogi és igazgatási posztgraduális tanulmányokat folytatott. A horvát függetlenségi háború idején édesapját szerb létére mozgósították a horvát hadseregbe, mivel ellentétben sok szerb többségű területtel, amelyek a Krajinai Szerb Köztársaság ellenőrzése alatt voltak, Šibenik végig Horvátország fennhatósága alatt állt. Milošević nagymamáját, Dara Miloševićet a Vihar hadművelet után gyilkolták meg Bribirske Mostine faluban. Gyilkosát, Veselko Bilićet, miután „csetnik meggyilkolásával” kérkedett letartóztatták, és 7,5 év börtönre ítélték. Franjo Tuđman horvát elnök azonban 3,5 év letöltése után kegyelmet adott neki.
Boris Milošević 2002 és 2005 között a Benkovaci Városi Bíróságon volt gyakornok. 2005 és 2007 között a Movement for Peace spanyol humanitárius szervezet jogi tanácsadójaként, 2007 és 2008 között Kistanje önkormányzatának titkáraként dolgozott. Miután Zágrábba költözött, 2008 és 2011 között jogi tanácsadóként dolgozott a Szerb Nemzeti Tanácsban (SNV), amely a horvátországi szerb közösség legbefolyásosabb egyesülete.  2010 és 2012 között tagja volt az Emberi Jogok Központja vezető testületének is.

### A Szerb Nemzeti Tanács tagjaként
Milošević politikai pályafutása 2012-ben indult, amikor Arsen Bauk miniszter irányítása alatt közigazgatási miniszterhelyettes, valamint a Rendszerügyi és Helyi (térségi) Önkormányzati Igazgatóság vezetője lett. A 2016-os választásokon parlamenti képviselővé választották, és a Független Demokrata Szerb Párt (SDSS) parlamenti frakciójának elnöke lett. Parlamenti pályafutása során tagja volt az Azerbajdzsánnal, Montenegróval, Csehországgal, Görögországgal, Írországgal, Olaszországgal, Kínával, Oroszországgal, Szerbiával és az Egyesült Királysággal fenntartott parlamentközi baráti társaságoknak. Tagja volt az Országgyűlés Emberi Jogi és Nemzeti Kisebbségi Jogi Bizottságának és az Országgyűlés Munkaügyi, Nyugdíjrendszeri és Társadalmi Partnerségi Bizottságának is.
Támogatta a szerb cirill ábécé használatát, kijelentve, hogy „a cirill ábécé a horvátországi szerbeket szimbolizálja”, és azok, akik azt mondják, hogy a cirill ábécé nem kívánatos, valójában azt akarják mondani, hogy a szerbek azok, akik nemkívánatosak. 2019 júliusában a Szerb Nemzeti Tanács (SNV) elnöke lett. Az SNV-t 22 évig vezető Milorad Pupovac után került ebbe a pozícióba. A 2020-as választást követően beválasztották a horvát parlamentbe, amelyen az SDSS megszerezte a szerb nemzeti kisebbséghez tartozó összes mandátumot.

### Miniszterelnök-helyettesként
2020. július 23-án Miloševićet megválasztották Horvátország négy miniszterelnök-helyettesek egyikévé, aki szociális ügyekért, valamint az emberi és kisebbségi jogokért volt felelős Andrej Plenković új kormányában. A kormányzati tisztség elfogadása miatt le kellett mondania az SNV elnöki posztjáról. Zoran Milanović horvát elnök Milošević miniszterelnök-helyettessé válására azzal reagált, hogy látni szeretné Miloševićet Kninben a győzelem napjának ünnepén,  a Vihar hadművelet évfordulója alkalmából, amely véget vetett a szerb lázadásnak és okozója volt a szerb civilek nagy menekültválságának, amiért Milanović az akkori belgrádi kormányt okolta. Az évforduló hosszú ideje vita tárgya Horvátország és Szerbia között.
Július 30-án Plenković miniszterelnök bejelentette, hogy Milošević részt vesz a győzelem napjának megünneplésében, míg a horvát veteránok minisztere, Tomo Medved részt vesz a grubori mészárlás megemlékezésén, ahol hat szerb civilt öltek meg a Vihar hadművelet után. Ez volt az első alkalom, hogy a horvátországi szerbek bármely politikai képviselője részt vett a győzelem napi ünnepségen. Milošević döntését többnyire pozitív visszhang fogadta Horvátországban, köztük az ellenzéki pártokban is. A szerbiai horvátok politikai képviselői is üdvözölték Milošević döntését. Kritika érkezett azonban a horvát szélsőjobboldali körökből, mint például a horvát védelmi erőktől, és kritika érkezett Szerbia kormányától, valamint a boszniai szerb politikusoktól is, akik korábban felszólították a horvátországi szerbeket, hogy ne vegyenek részt az évfordulós ünnepségen. Milorad Dodik, a bosznia-hercegovinai elnökség szerb tagja „elfogadhatatlannak” nevezte Milošević döntését, Aleksandar Vulin, Szerbia védelmi minisztere pedig azt mondta, hogy „nem tudja elhinni, hogy egy szerb 250 ezer szerb kiutasítását ünnepli.”
A Győzelem Napi ünnepség után Milošević a médiának arról beszélt, hogy miért jött el: „Törjön meg a gyűlölet spirálja, hogy a háború borzalmai soha ne ismétlődjenek meg. Minden áldozatot, nemzetiségtől függetlenül, tiszteletben kell tartani. A horvátországi szerbeknek is megvoltak az áldozataik, és ezt tiszteletben kell tartani. Az érzelmek még mindig frissek, és érkezésemet a jövő zálogának tekintem.”
Ugyanezen a napon, miután a knini ünneplés véget ért, a Zimony–Pancsova autópálya felett, Borča és Padinska Skela között egy transzparenst állítottak fel, amelyen ez állt: „Boris Miloševiću, pičko ustaška” (Boris Milošević, te usztasa picsa). Egy nappal az ünneplés után Milošević kijelentette, hogy tudja, hogy az emberek Szerbiában nem fogják megérteni döntését, és elítél minden háborús bűnt, „különösen azokat a bűncselekményeket, amelyeket a horvátok ellen Hosszúlovászon, Škabrnjában, Nadinban és minden más helyen elkövettek.”  Milošević elmondta, hogy a száműzött szerbek tömeges visszatérése azokra a területekre, ahol a Vihar hadműveletet végrehajtották, „biztosan nem fog megtörténni”, de a kormány üzenete az, hogy mindent megtesz előfeltételeinek megteremtése érdekében.
2020. november 18-án, 1991-ben Vukovár elestének emléknapján Milošević részt vett a városon átívelő emléksétán. Ugyanezen a napon a Facebookon fejezte ki részvétét a vukovári mészárlás által érintett családoknak. 2021. július 3-án Milošević olyan politikusokkal együtt, mint Tomislav Tomašević zágrábi polgármester és Peđa Grbin, a Szociáldemokrata Párt elnöke, akiket Plenković miniszterelnök dicsért részt vett a 20. alkalommal megrendezett Zagreb Pride-on. Július 23-án méltatta a polgárok azon döntését, hogy Nikola Teslát (egy nyilvános online szavazás eredményeként) a horvát euróérmékre helyezték, és egy szimbólumnak nevezte, „amely minket (szerbeket és horvátokat) az egész világhoz köt.” Horvátország egy horvátországi szerbre szavazott, aki büszke volt népére és hazájára, aki mindig is hű maradt a kultúrájához, és most egy horvát euróérmén lesz az a Horvát Köztársaság egyik felismerhető szimbóluma.

## Családja
Nős, egy gyermeke van, felesége a zágrábi Szerb Ortodox Középiskolában dolgozik.

## Fordítás
Ez a szócikk részben vagy egészben  a   Boris Milošević című angol Wikipédia-szócikk ezen változatának fordításán alapul.  Az eredeti cikk szerkesztőit annak laptörténete sorolja fel. Ez a jelzés csupán a megfogalmazás eredetét és a szerzői jogokat jelzi, nem szolgál a cikkben szereplő információk forrásmegjelöléseként.